# مخیتار داوتیان
مخیتار هوونانی داوتیان (ارمنی: Մխիթար Հովնանի Դավթյան؛  زادهٔ ۲۷ دسامبر ۱۹۰۲ - درگذشته ۲۷ دسامبر ۱۹۷۸) چهره فرهنگی اهل ارمنستان بود.

## زندگی‌نامه
وی در ۲۷ دسامبر ۱۹۰۲ در تبریز به دنیا آمد . تئاتر روسی استانیسلاوسکی ایروان، تئاتر مخاطب نوجوان، فرهنگستان دولتی تئاتر سوندوکیان، آرمن‌فیلم و انتشارات هایاستان فعالیت می‌کرد. وی همچنین برندهٔ جوایزی همچون نشان پرچم سرخ کار و چهره فرهنگی شایسته ارمنستان شوروی شده‌است. وی در ۲۷ دسامبر ۱۹۷۸ در سن ۷۶ سالگی در ایروان درگذشت.